# Rushmoor (Shropshire)
Rushmoor – przysiółek w Anglii, w Shropshire, w dystrykcie (unitary authority) Shropshire. Leży 12 km od miasta Shrewsbury. W latach 1870–1872 miejscowość liczyła 40 mieszkańców.